# Лангенбах (Пфальц)
Лангенбах (нем. Langenbach) — община в Германии, в земле Рейнланд-Пфальц.
Входит в состав района Кузель. Подчиняется управлению Глан-Мюнхвайлер. Население составляет 446 человек (на 31 декабря 2010 года). Занимает площадь 6,59 км².